# Свети Николай (Драма)
„Свети Николай“ (на гръцки: Αγίου Νικολάου Δράμας) е средновековна православна църква в македонския град Драма, Егейска Македония, Гърция.
Църквата е разположена в центъра на града, в югозападния ъгъл на площад „Елевтерия“. Сградата е построена от султан Баязид II (1381 – 1412) като джамия. Наричана е Ески джамия (на турски: Eski Camii), тоест Старата джамия или Чарши джамия. Куполът и деветте полусферични куполчета на покрива са покрити с оловни листове. След 1922 година сградата е превърната в църква, посветена на Свети Николай.